# Yosleider Cala Gerardo
Yosleider Cala Gerardo est un joueur cubain (au passeport américain) de volley-ball né le 22 octobre 1984 à Ciego de Ávila. Il mesure 2,03 m et joue réceptionneur-attaquant. Il a fui sa sélection nationale à Caguas (Porto Rico) lors d'un tournoi de qualification aux jeux olympiques de 2004 en janvier 2004.

## Clubs
| Club                        | De        | À         |
| --------------------------- | --------- | --------- |
|                             | 2004-2005 | 2004-2005 |
| Brigham Young University    | 2005-2006 | 2006-2007 |
| San Sebastián Caribes       | 2007-2008 | 2007-2008 |
| Olympiakos                  | jan 2008  | mai 2008  |
| Nuevos Gigantes de Carolina | août 2008 | oct 2008  |
| Korean Airlines             | 2008-2009 | 2008-2009 |
| Iraklis                     | 2009-2010 | 2009-2010 |
| Marmi Lanza Vérone          | 2010-2011 | 2010-2011 |
| Tours Volley-Ball           | 2011-2012 | 2011-2012 |

## Palmarès
- Championnat de France (1)
  - Vainqueur : 2012